# NGC 6905
NGC 6905 (другое обозначение — PK 61-9.1), известная также как «Голубая вспышка» — планетарная туманность в созвездии Дельфин. Расположена на расстоянии около 8800 световых лет от Земли. Относится к классу туманностей с центральной звездой типа Вольфа-Райе с эффективной температурой около 140 000 К.
Этот объект входит в число перечисленных в оригинальной редакции «Нового общего каталога».